# 15-я отдельная авиационная эскадрилья ВВС Балтийского флота
15-я отдельная авиационная эскадрилья ВВС Балтийского флота — воинское подразделение вооружённых сил  СССР в Великой Отечественной войне.

## История
На вооружении эскадрильи состояли самолёты МБР-2. Эскадрилья прибыла на острова Моонзундского архипелага ещё в 1939 году, став первой частью советского ВМФ на военно-морских базах в Эстонии ещё до её аннексии. Оттуда эскадрилья совершала вылеты в ходе Зимней войны.
В составе действующей армии во время ВОВ c 22 июня 1941 по 20 октября 1941 года.
C начала войны эскадрилья в составе 17 МБР-2 действует с морского аэродрома у селения Кихелконна на острове Сааремаа в составе авиагруппы БОБР. В основном производила разведку Балтийского моря, в частности Финского залива, а также бомбардировку судов противника.
Уже к 8 июля 1941 года эскадрилья в результате встреч с вражескими истребителями и штурмовок бухты с воздуха потеряла две трети самолётов и одну треть личного состава.
В августе 1941 года остатки эскадрильи обеспечивали деятельность тыла сводной группы бомбардировщиков, совершавшей вылеты на Берлин.
20 октября 1941 года расформирована, очевидно оставшись без материальной части.

## Полное наименование
15-я отдельная авиационная эскадрилья ВВС Балтийского флота

## Подчинение
| Дата            | Флот            | Армия | Корпус | Дивизия (бригада)                               | Примечания |
| --------------- | --------------- | ----- | ------ | ----------------------------------------------- | ---------- |
| 22.06.1941 года | Балтийский флот | -     | -      | -                                               | -          |
| 01.07.1941 года | Балтийский флот | -     | -      | Авиагруппа Береговой обороны Балтийского района | -          |
| 10.07.1941 года | Балтийский флот | -     | -      | Авиагруппа Береговой обороны Балтийского района | -          |
| 01.08.1941 года | Балтийский флот | -     | -      | Авиагруппа Береговой обороны Балтийского района | -          |
| 01.09.1941 года | Балтийский флот | -     | -      | Авиагруппа Береговой обороны Балтийского района | -          |
| 01.10.1941 года | Балтийский флот | -     | -      | -                                               | -          |

## Командиры
- майор А. Г. Горошенков